# Jakow Gienkin
Jakow Michajłowicz Gienkin (ros. Яков Михайлович Генкин, ur. w lutym 1888 w Jekaterynosławiu, zm. 1970 w Moskwie) – Żyd, funkcjonariusz radzieckich służb specjalnych, starszy major bezpieczeństwa państwowego.

## Życiorys
Był początkowo ślusarzem w Jekaterynosławiu i Odessie, od 1909 majster w Chersoniu, 1914-1917 pracował w fabryce w Stawropolu, 1917 przewodniczący związku metalowców w Stawropolu. Od czerwca 1917 członek SDPRR(b), przewodniczący stawropolskiej rady związkowej, od sierpnia 1917 do marca 1918 sekretarz rady pracowników przemysłu tytoniowego w Chersoniu, od marca 1918 do marca 1919 członek podziemnego Komitetu Okręgowego KP(b)U i komitetu rewolucyjnego w Chersoniu. Od marca 1919 przewodniczący chersońskiego gubernialnego komitetu KP(b)U i zastępca przewodniczącego chersońskiego gubernialnego komitetu wykonawczego, od czerwca do sierpnia 1919 przewodniczący gubernialnej Czeki w Chersoniu, od sierpnia 1919 do lutego 1920 członek powstańczego sztabu i podziemia w Chersoniu, od lutego do czerwca 1920 przewodniczący chersońskiej rady związków zawodowych, od czerwca do grudnia 1920 pomocnik kierownika wydziału Ludowego Komisariatu Ubezpieczeń Społecznych. Od grudnia 1920 pomocnik szefa oddziału Wydziału Tajnego Czeki, od 1 stycznia 1921 pełnomocnik, a od 8 grudnia 1921 do 20 stycznia 1922 szef Oddziału 4 Wydziału Tajnego Czeki. Odkomenderowany służbowo do Tambowa, zachorował na tyfus, po wyleczeniu był od 1 grudnia 1922 do 12 lipca 1923 szefem Oddziału 9 Wydziału Tajnego GPU w Moskwie, od 12 lipca 1923 do 1 marca 1931 szefem Oddziału 4 Wydziału Tajnego OGPU ZSRR, a od 1 kwietnia 1931 do 2 sierpnia 1932 szefem Oddziału 4 Wydziału Ekonomicznego OGPU. Od 2 sierpnia 1932 do 25 maja 1933 pomocnik szefa Głównej Inspekcji Milicji i szef wydziału tej inspekcji, od 25 marca 1933 do 28 listopada 1936 szef Wydziału Ewidencyjno-Statystycznego OGPU ZSRR/Głównego Zarządu Bezpieczeństwa Państwowego, od 29 listopada 1935 starszy major bezpieczeństwa państwowego. Od 25 grudnia 1936 do 5 czerwca 1937 zastępca szefa Wydziału 10 Głównego Zarządu Bezpieczeństwa Państwowego, od 5 lipca 1937 szef Wydziału "Gossiemki" i Kartografii Zarządu NKWD obwodu saratowskiego, od 1937 do 29 stycznia 1939 szef Wydziału Aresztów Zarządu NKWD obwodu saratowskiego, następnie zwolniony ze służby. Nagrodzony Odznaką "Honorowy Funkcjonariusz Czeki/GPU (V)" (1928) i Odznaką "Honorowy Funkcjonariusz Czeki/GPU (XV)" (4 lutego 1933)